# Oregon City
Oregon City är en stad och administrativt centrum i Clackamas County, Oregon, USA. Staden grundades 1829 av Hudson's Bay Company som en av Oregons första städer. År 2010 var antalet invånare 31,859 och staden är en del av Portlands storstadsområde.